# Luitré-Dompierre
Luitré-Dompierre est, depuis le 1er janvier 2019, une commune nouvelle située dans le département d'Ille-et-Vilaine en région Bretagne, issue de la fusion des communes de Luitré et Dompierre-du-Chemin.
Elle est peuplée de 1 844 habitants.

## Géographie

### Communes limitrophes
| Javené | La Selle-en-Luitré     | La Chapelle-Janson, La Pellerine (Mayenne) |
| Parcé  | Luitré-Dompierre       | Saint-Pierre-des-Landes (Mayenne)          |
|        | Châtillon-en-Vendelais | Princé, Juvigné (Mayenne)                  |

### Hydrographie
Pour un article plus général, voir Réseau hydrographique d'Ille-et-Vilaine.
La commune est située dans le bassin Loire-Bretagne. Elle est drainée par le Couesnon, la Cantache, le Muez, le ruisseau de Boulay, le ruisseau de la Richerais et le ruisseau des Hurlières,,.
Le Couesnon, d'une longueur de 97 km, prend sa source dans la commune de Saint-Pierre-des-Landes et se jette  dans la Manche au niveau du Mont-Saint-Michel, après avoir traversé 25 communes. 
La Cantache, d'une longueur de 36 km, prend sa source dans la commune de Saint-Pierre-des-Landes et se jette  dans la Vilaine à Saint-Aubin-des-Landes, après avoir traversé 13 communes. 
Le Muez, d'une longueur de 11 km, prend sa source dans la commune de Parcé et se jette  dans le Couesnon à Billé, après avoir traversé quatre communes. 

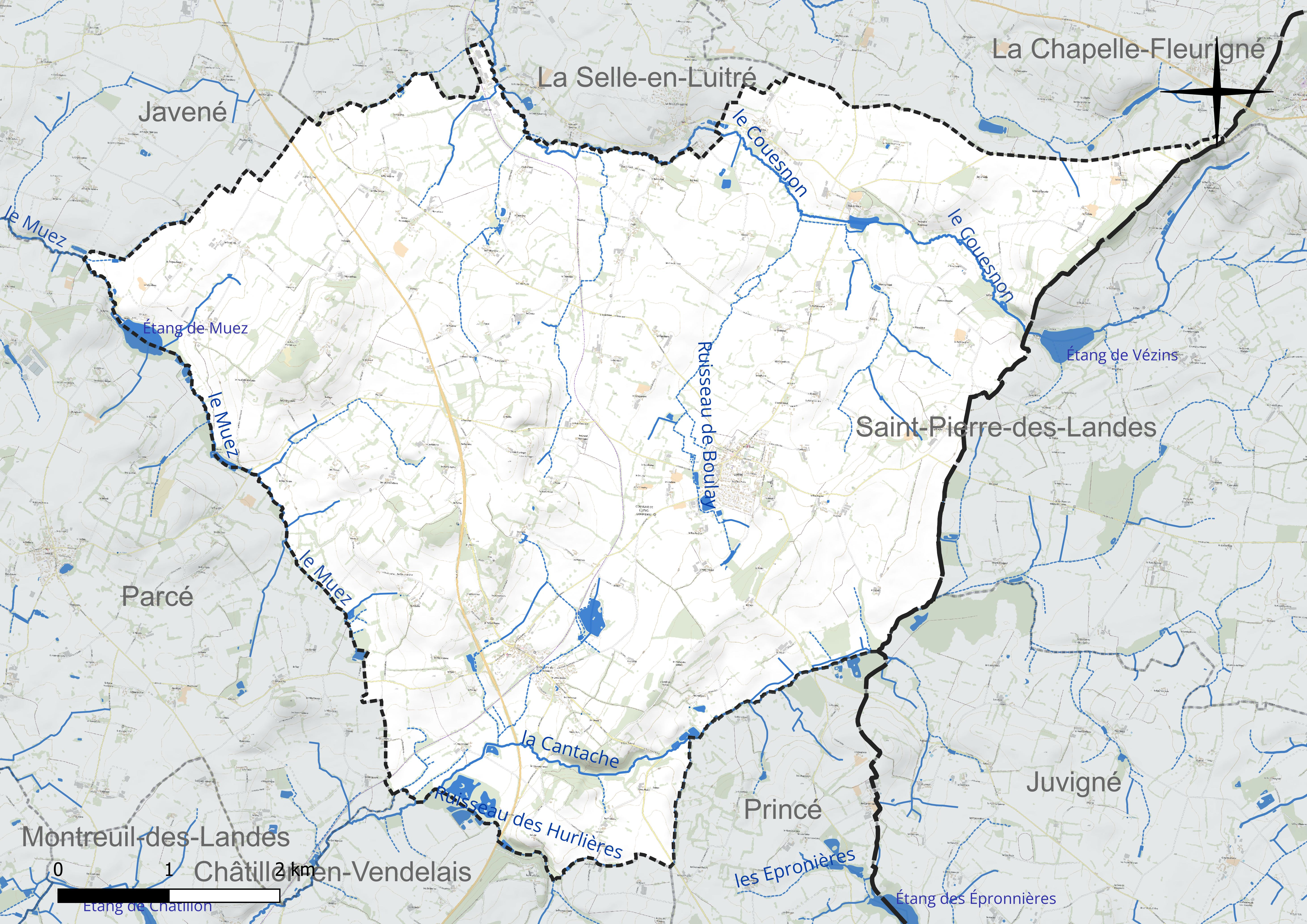
Réseau hydrographique de Luitré-Dompierre.

Un plan d'eau complète le réseau hydrographique : l'étang de Muez, d'une superficie totale de 8 ha (4,29 ha sur la commune),.

### Climat
Pour des articles plus généraux, voir Climat de la Bretagne et Climat d'Ille-et-Vilaine.
En 2010, le climat de la commune est de type climat océanique franc, selon une étude du CNRS s'appuyant sur une série de données couvrant la période 1971-2000. En 2020, Météo-France publie une typologie des climats de la France métropolitaine dans laquelle la commune est exposée à un climat océanique et est dans la région climatique Bretagne orientale et méridionale, Pays nantais, Vendée, caractérisée par une faible pluviométrie en été et une bonne insolation. Parallèlement l'observatoire de l'environnement en Bretagne publie en 2020 un zonage climatique de la région Bretagne, s'appuyant sur des données de Météo-France de 2009. La commune est, selon ce zonage, dans la zone « Intérieur Est  », avec des hivers frais, des étés chauds et des pluies modérées.
Pour la période 1971-2000, la température annuelle moyenne est de 10,9 °C, avec une amplitude thermique annuelle de 13,4 °C. Le cumul annuel moyen de précipitations est de 879 mm, avec 13,4 jours de précipitations en janvier et 8,3 jours en juillet. Pour la période 1991-2020, la température moyenne annuelle observée sur la station météorologique la plus proche, située sur la commune de Fougères à 10 km à vol d'oiseau, est de 11,9 °C et le cumul annuel moyen de précipitations est de 939,1 mm,. Pour l'avenir, les paramètres climatiques de la commune estimés pour 2050 selon différents scénarios d'émission de gaz à effet de serre sont consultables sur un site dédié publié par Météo-France en novembre 2022.

## Urbanisme

### Typologie
Au 1er janvier 2024, Luitré-Dompierre est catégorisée bourg rural, selon la nouvelle grille communale de densité à sept niveaux définie par l'Insee en 2022.
Elle est située hors unité urbaine. Par ailleurs la commune fait partie de l'aire d'attraction de Fougères, dont elle est une commune de la couronne,. Cette aire, qui regroupe 26 communes, est catégorisée dans les aires de 50 000 à moins de 200 000 habitants,.

## Histoire
Après une longue période de coopération entre les deux communes menées au cours de années 2010, les deux communes officialisent un projet de création d'une commune nouvelle en 2018.
Le 2 septembre 2018, les habitants âgés de 11 ans et plus se prononcent lors d'une consultation citoyenne pour le nom de « Luitré-Dompierre ».
À la suite des délibérations concordantes des conseils municipaux le 25 septembre 2018, la commune nouvelle est créée au 1er janvier 2019 par arrêté préfectoral du 17 octobre 2018.

## Politique et administration
| Nom                 | Code Insee | Intercommunalité       | Superficie (km2) | Population (dernière pop. légale) | Densité (hab./km2) |
| ------------------- | ---------- | ---------------------- | ---------------- | --------------------------------- | ------------------ |
| Luitré (siège)      | 35163      | Fougères Agglomération | 29,15            | 1 303 (2016)                      | 45                 |
| Dompierre-du-Chemin | 35100      | Fougères Agglomération | 9,68             | 569 (2016)                        | 59                 |

### Liste des maires
| Période        | Période                   | Identité        | Étiquette | Qualité                                  |
| -------------- | ------------------------- | --------------- | --------- | ---------------------------------------- |
| 8 janvier 2019 | 26 mai 2020               | Joël Maupillé   |           | Maire de Dompierre-du-Chemin (2001-2018) |
| 26 mai 2020    | En cours (au 27 mai 2020) | Michel Balluais |           | Maire de Luitré (2008-2018)              |

### Jumelages
- Przygodzice (Pologne) depuis 2002.

## Démographie
L'évolution du nombre d'habitants est connue à travers les recensements de la population effectués dans la commune depuis sa création.
En 2022, la commune comptait 1 844 habitants, en évolution de −1,5 % par rapport à 2016 (Ille-et-Vilaine : +5,46 %, France hors Mayotte : +2,11 %).
| 2016  | 2017  | 2018  | 2022  |
| ----- | ----- | ----- | ----- |
| 1 872 | 1 851 | 1 831 | 1 844 |

## Culture locale et patrimoine

### Lieux et monuments

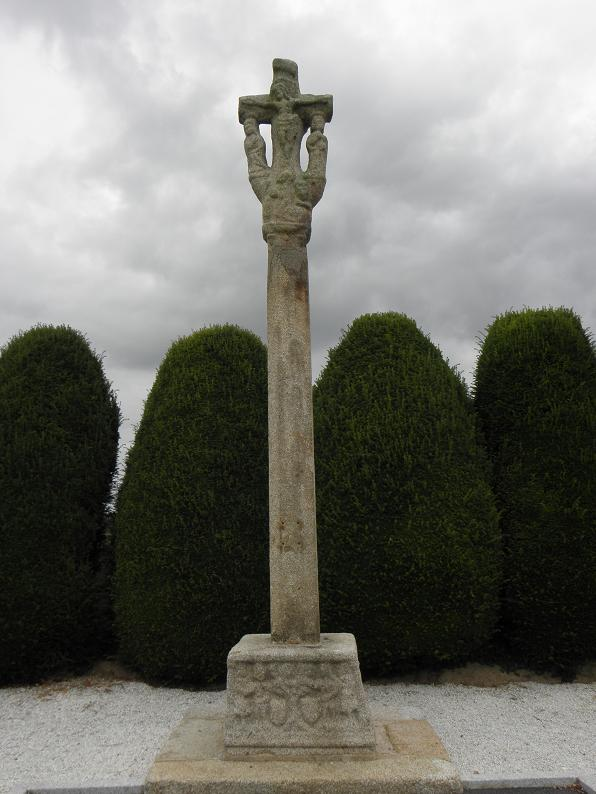
La croix de cimetière de Luitré.
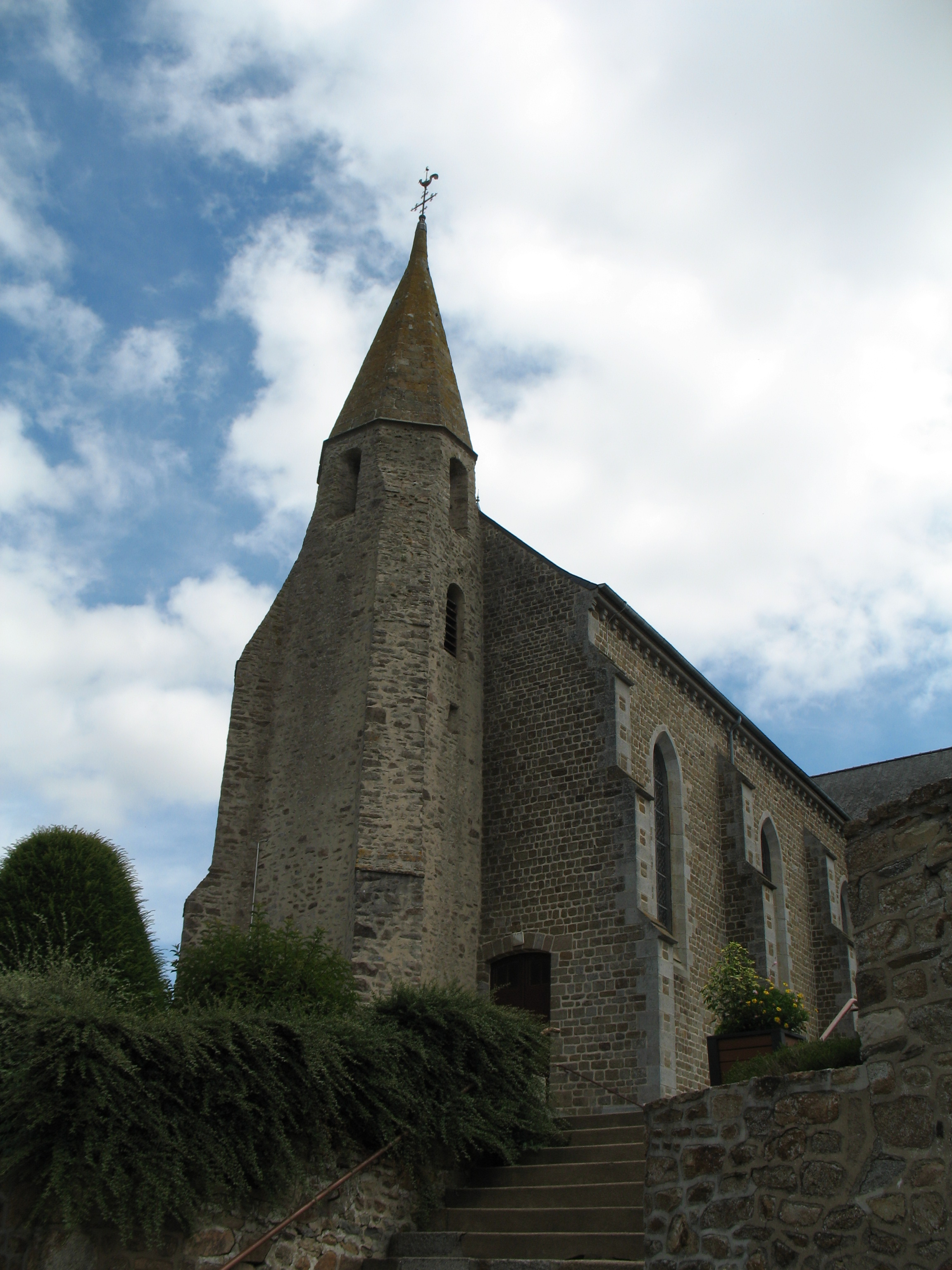
L'église paroissiale Saint-Martin de Luitré.
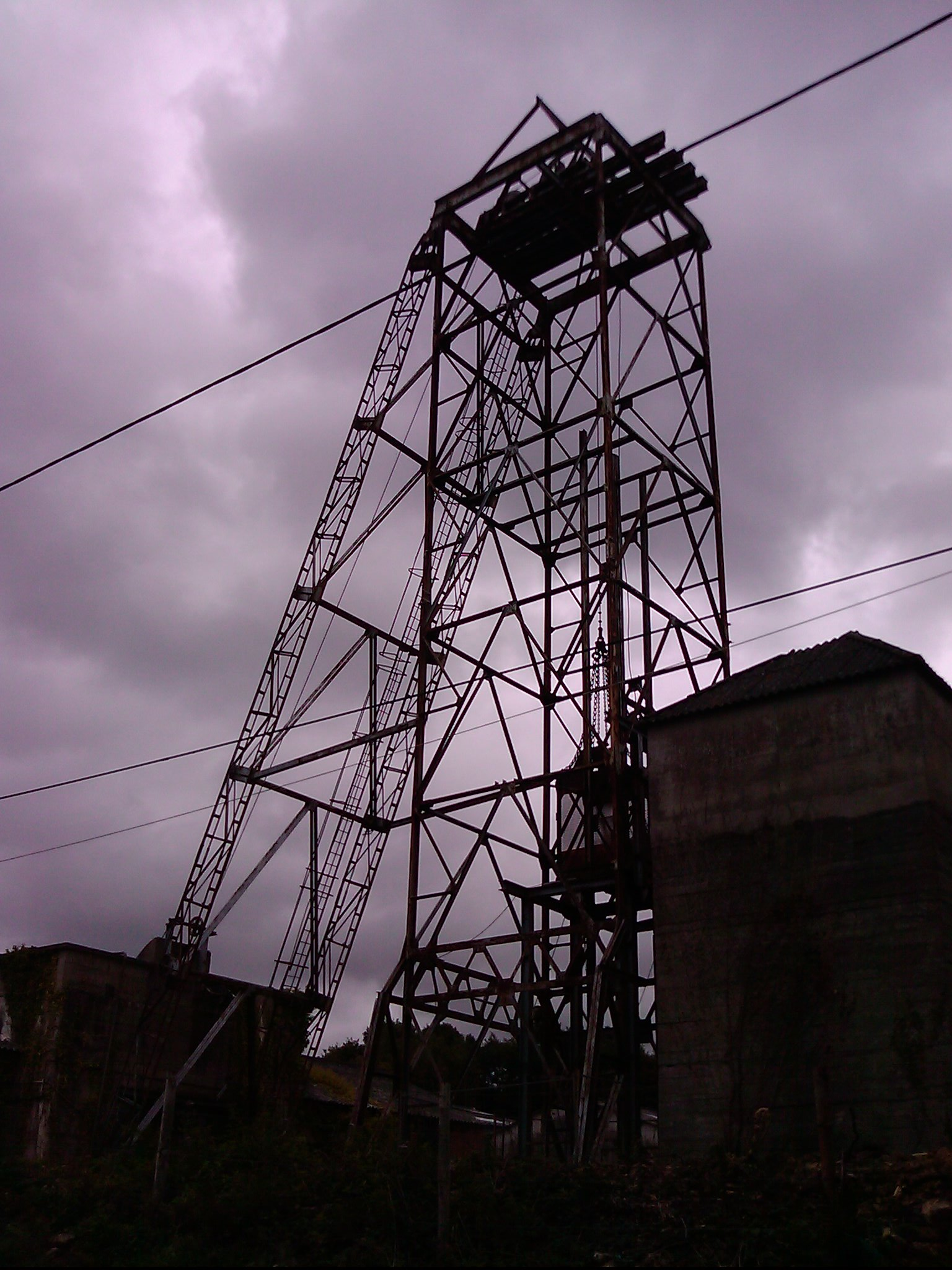
Chevalement de l'ancienne mine de Montbelleux.
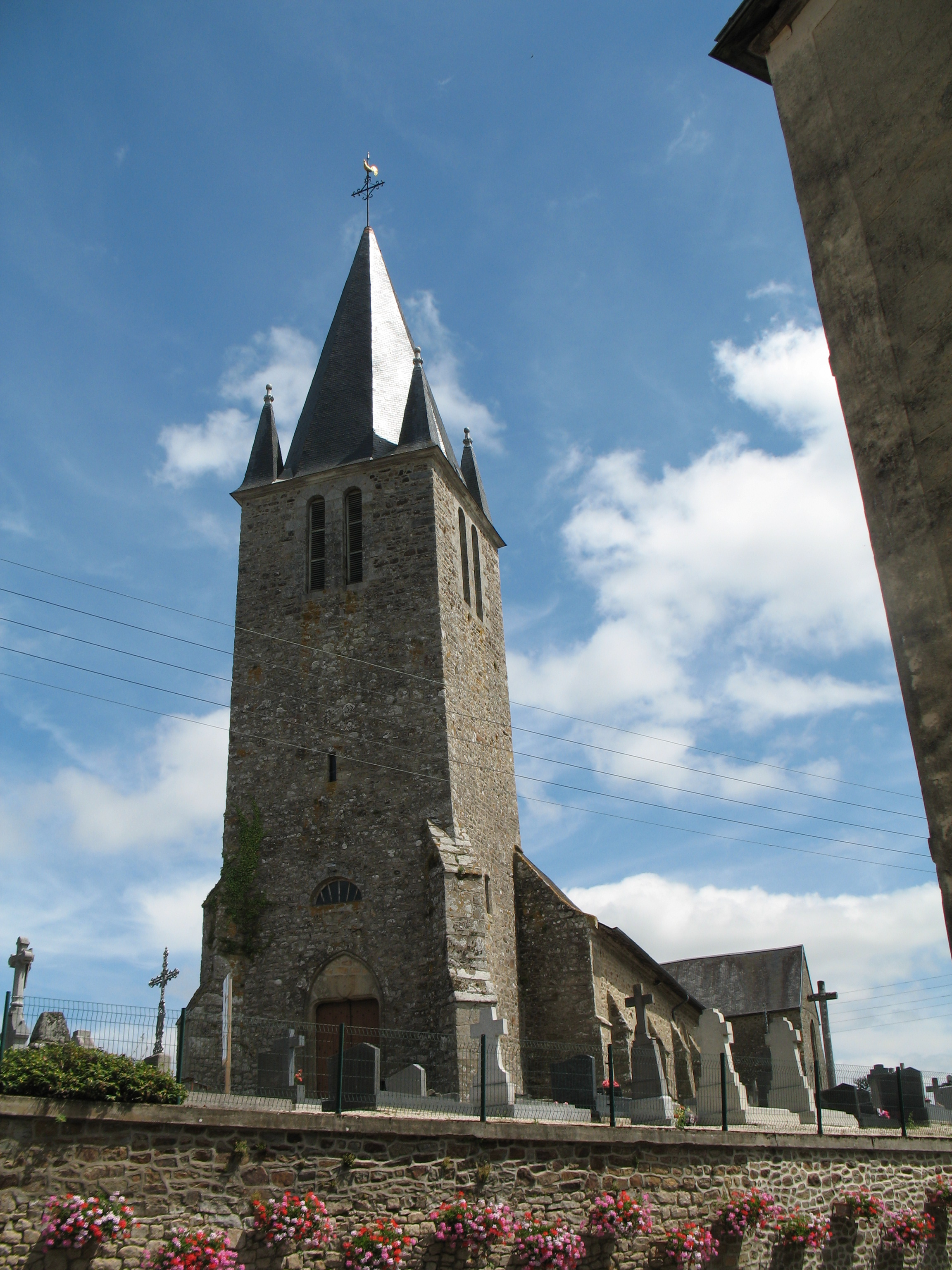
L'église Saint-Pierre.
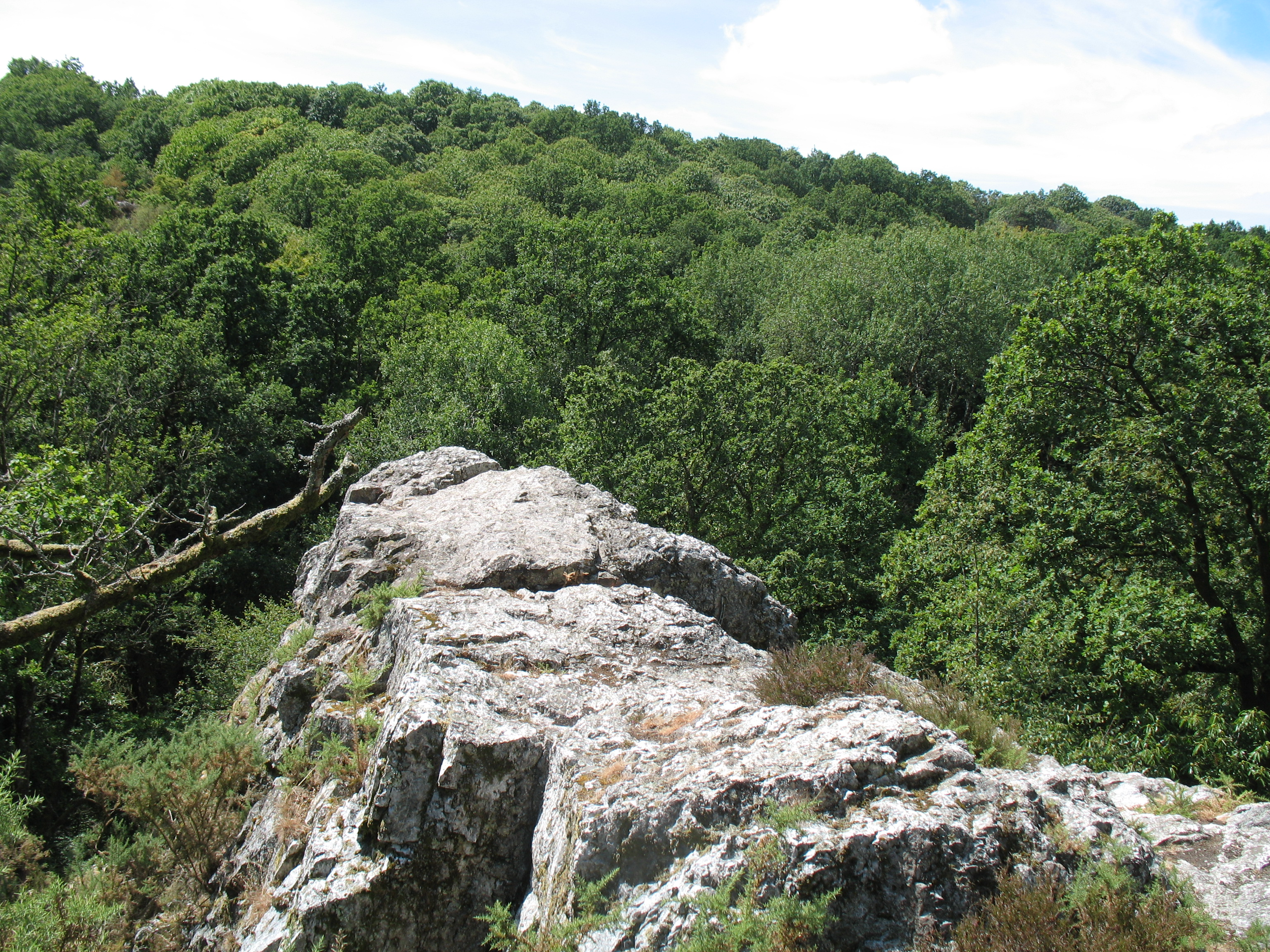
Le site de Saut Roland.

La commune compte un monument historique :
- La croix de cimetière de Luitré, du XVIe siècle. Elle a été classée par arrêté du 20 mars 1912[27].

Autres sites et monuments :
- L'église paroissiale Saint-Martin de Luitré, œuvre néo-gothique, conserve une tour romane du XIIe siècle, remaniée en 1701 et en 1850[28].
- L'église Saint-Pierre de Dompierre comporte des parties édifiées au XIIe siècle (chevet droit à contreforts plats) et au XIVe siècle. Elle a été remaniée au XVIIe siècle[29]. Charpentée en forme de carène renversée à sept pans, l'église présente un arc triomphal, aux armes des seigneurs de Bois-le-Houx, qui sépare la nef du chœur. La nef, remaniée au XVIIIe siècle, s'enrichit à cette époque d'un maître-autel, œuvre de Jean et Michel Langlois, et de deux retables latéraux réalisés en 1699 par leur neveu François Langlois. Le maître-autel, dominé par la statue de saint Pierre, placée dans une niche à coquille, arbore les armoiries peintes du chapitre de Rennes[30].
- Mine de Montbelleux, aujourd'hui fermée (extraction de wolframite).
- Le site de Saut Roland, à 2 km à l'est du bourg de Dompierre, est un espace naturel départemental caractérisé par d'abruptes falaises de quartz dominant le ruisseau de Saint-Blaise. Selon la légende, il tire son nom de Roland, le neveu de Charlemagne, qui a effectivement été préfet des Marches de Bretagne. Il aurait trouvé la mort après avoir tenté de sauter à cheval entre les deux falaises en invoquant l'amour de sa dame ; alors que ses deux premières tentatives au nom de Dieu puis de la Vierge avaient réussi[31]. C'est un site d'escalade répertorié par la Fédération française de la montagne et de l'escalade[32].